# Aremiti 4
 (octobre 2011).
Si vous disposez d'ouvrages ou d'articles de référence ou si vous connaissez des sites web de qualité traitant du thème abordé ici, merci de compléter l'article en donnant les références utiles à sa vérifiabilité et en les liant à la section « Notes et références ».
L’Aremiti 4 est un navire à grande vitesse de catégorie B de 49 mètres de type Flying Cat. C'est un navire roulier à passagers ayant une capacité de 435 passagers et 20 voitures ; sa vitesse de croisière est de 36 nœuds, vitesse à laquelle il a une autonomie de 10 heures.

## Construction
Il a été construit en 2000 sous le numéro de coque 042 par le chantier Damen à Singapour, qui était alors une filiale du constructeur norvégien Kvaerner Fjellstrand.
Le navire a été conçu pour être exploité à Malte par la compagnie Virtu Rapid sous le nom San Gwann, mais, ne répondant pas au cahier des charges en termes de vitesse lors des essais en mer, la compagnie Virtu Rapid l'aurait refusé. Le chantier aurait alors livré un navire identique avec une propulsion plus puissante et des jets Kamewa 71 au lieu des 63, lui permettant d'atteindre les 40 nœuds. Le San Gwann est toujours en service sur cette ligne.
Repris par la compagnie SNC Aremiti de Papeete, propriété d'Eugène Degage qui le rebaptise Aremiti 4, le navire subit des modifications dont les principales sont la suppression du carré équipage afin d'y ajouter des sièges passagers, et la création d'un sun deck de 50 sièges sur le roof. Le navire voit ainsi sa capacité atteindre 495 passagers sur sa ligne Papeete - Moorea. Le navire, construit sous la norme HSC 94, est suivi à la construction par Germanisher Lloyd ; il passe, lors de sa transformation sous la surveillance de la société de classification Bureau Veritas, afin que les visites de classe et de franc-bord puissent être effectuées par le bureau de Tahiti.

## Exploitation
Le navire est exploité sur cette ligne jusqu'en 2005, il est ensuite remplacé par l’Aremiti 5, qui offre une plus grande capacité d’accueil de passagers. Il sera utilisé en navire de remplacement pour les autres navires de la compagnie.
En juillet 2008 le navire appareille pour Nouméa, il est affrété par la compagnie nouvellement créée Île des Pins Ferry, sur les lignes Nouméa - Île des Pins et Nouméa - Prony, respectivement pour des dessertes touristiques et pour le transport du personnel de la mine de nickel de Vale Inco. Cet affrètement coque nue se termine en décembre 2010 avec la fermeture de la compagnie Île des pins Ferry. Le navire passe quelques mois le long du quai de Nouméa, il retourne à Tahiti en juillet 2011,
En février 2018 le navire est chargé à bord du Dockwise “Yacht Express” et quitte la Polynésie pour les Antilles, rebaptisé “Idéal” il entre en fonction au sein de la compagnie Val Ferry en Guadeloupe.